# Polymeres (Bulbophyllum)
Polymeres es una sección del género Bulbophyllum perteneciente a la familia de las orquídeas.
Se caracteriza sobre todo por ser endémicas de Nueva Guinea y  tener un rizoma reptante  o  colgante y una sola inflorescencia de flores con un borde móvil. La especie tipo es:  Bulbophyllum tenuifolium (Blume) Lindl 

## Especies
1. Bulbophyllum aestivale Ames 1915 Filipinas
2. Bulbophyllum amauroloma J.J.Verm. & P.O'Byrne 2008 Sulawesi
3. Bulbophyllum aspersum J.J.Sm. 1912
4. Bulbophyllum aureobrunneum Schltr. 1913 Nueva Guinea
5. Bulbophyllum bakoense J.J.Verm. & A.L.Lamb 2008 Borneo
6. Bulbophyllum betchei F. Muell. 1888 Papua and Nueva Guinea, The Solomon Islands, New Caledonia, Vanuatu, Fiji and Samoa
7. Bulbophyllum bowkettiae F.M. Bailey 1884 Australia
8. Bulbophyllum calceolus J.J.Verm. 1991 Borneo
9. Bulbophyllum catenulatum Kraenzl. 1921 Filipinas
10. Bulbophyllum chaunobulbon Schltr. 1913 Nueva Guinea
11. Bulbophyllum chrysanthum J.J.Verm. 2008 Papua Nueva Guinea
12. Bulbophyllum crepidiferum J.J.Sm. 1920 Malaysia, Sumatra and Borneo
13. Bulbophyllum cyclopense J.J. Sm. 1912 Papua  Nueva Guinea and Irian Jaya
14. Bulbophyllum cymbochilum J.J.Verm. & P.O'Byrne 2008 Sulawesi
15. Bulbophyllum dasyphyllum Schltr. 1913 Nueva Guinea
16. Bulbophyllum dependens Schltr. 1913 Nueva Guinea
17. Bulbophyllum dictyoneuron Schltr.1913 Nueva Guinea
18. Bulbophyllum elassoglossum Siegerist 1991 Filipinas
19. Bulbophyllum entobaptum J.J.Verm. & P.O'Byrne 2008 Sulawesi
20. Bulbophyllum erythrosema J.J.Verm. 2008 Papua Nueva Guinea
21. Bulbophyllum eutoreton J.J.Verm. 2008 Nueva Guinea
22. Bulbophyllum fasciculatum Schltr.1913 Nueva Guinea
23. Bulbophyllum fenixii Ames 1914 Philippines
24. Bulbophyllum fruticulum J.J.Verm. 2008 Nueva Guinea
25. Bulbophyllum helix Schltr. 1913 Nueva Guinea
26. Bulbophyllum howcroftii Garay Papua Nueva Guinea
27. Bulbophyllum hydrophilum J.J.Sm.1905  Java
28. Bulbophyllum johnsonii Hunt 1950 Queensland Australia
29. Bulbophyllum josii Verm. & O'Byrne 2011 Sulawesi
30. Bulbophyllum kermesinum Ridl. 1886 Nueva Guinea
31. Bulbophyllum leptobulbon Verm. 1996 Papua Nueva Guinea
32. Bulbophyllum maquilingense Ames & Quisumb. 1932 Filipinas
33. Bulbophyllum maxillare [Lindley]Rchb.f 1861
34. Bulbophyllum nematocaulon Ridl.1920 Malaysia and Borneo
35. Bulbophyllum odontopelatum Schltr. 1913 Nueva Guinea
36. Bulbophyllum oreogenum Schltr. 1913 Nueva Guinea
37. Bulbophyllum pardalotum Garay, Hamer & Siegrist 1995 Filipinas
38. Bulbophyllum quadrangulare J.J.Sm. 1911 Nueva Guinea
39. Bulbophyllum quadrichaete Schltr. 1913 Nueva Guinea
40. Bulbophyllum radicans F.M. Bailey 1883 Australia
41. Bulbophyllum rhodoglossum Schltr. 1913
42. Bulbophyllum rutilans J.J.Verm. & A.L.Lamb 2008 Borneo
43. Bulbophyllum spissum J.J.Verm. 1996
44. Bulbophyllum stylocoryphe J.J.Verm. & P.O'Byrne 2008 Sulawesi
45. !Bulbophyllum tenuifolium (Blume) Lindl. 1830 Thailand, Malaysia, Sumatra, Borneo and Java
46. Bulbophyllum tjadasmalangense J.J. Sm. 1918 Java and Sumatra
47. Bulbophyllum triaristella Schltr. 1913 Nueva Guinea
48. Bulbophyllum violaceum (Blume) Lindl. 1830 Java y Sumatra
49. Bulbophyllum woelfliae Garay, Senghas & Lemcke 1996 Filipinas
50. Bulbophyllum zebrinum J.J.Sm. 1911